# 凯文·达林
凯文·达林（英語：Kevin Darling，1950年2月14日—），新西兰男子草地滚球运动员。他曾代表新西兰参加1990年英联邦运动会草地滚球比赛，获得男子四人铜牌。